# 和島バイパス
和島バイパス（わしまバイパス）は、新潟県長岡市両高から、同市寺泊硲田に至る延長6.26 kmの国道116号のバイパス道路である。

## 概要
和島バイパスは、踏切解消による所要時間短縮・交通安全の向上・沿道環境の改善・観光施設のアクセス支援などを目的に長岡市両高 - 長岡市寺泊硲田間に建設され、2003年（平成15年）に全線暫定2車線で開通した。
また本バイパス建設の伴う文化財調査により八幡林官衙遺跡から「沼垂城」と書かれた木簡が発見された。

### 路線データ
- 起点 - 新潟県長岡市両高[1]
- 終点 - 新潟県寺泊硲田[1]
- 路線延長 - 6.26 km[1]
- 車線数 - 暫定2車線(完成4車線)[1]
- 幅員 - 14.5 m[1]
- 全体事業費 - 約228億円[1]

## 歴史
- 1984年度（昭和59年度） - 事業化[1]
- 1986年度（昭和61年度） - 用地着手[1]
- 1989年度（平成元年度） - 工事着手[1]。
- 1990年（平成2年）11月20日 - 本バイパス整備の伴う八幡林官衙遺跡発掘調査中に沼垂城の実在を示す木簡が発見された[2]。
- 1992年（平成4年）3月23日 - 両高地内の延長0.25 kmの区間が出雲崎バイパスと合わせ供用[1][3]。
- 1995年（平成7年）3月17日 - 八幡林官衙遺跡が国指定文化財の史跡に指定された[4]。
- 1999年（平成11年）4月27日 - 両高 - 島崎間延長1.17 kmが供用[1][5]。
- 2003年（平成15年）12月12日 - 島崎 - 寺泊硲田間4.84 kmが供用し全線開通[1][6]。

## 路線状況

### 道路施設

#### トンネル
- 八幡林トンネル - 延長101 m。1998年（平成10年）完成。八幡林官衙遺跡保存のために当初の工法を変更し建設された。[5][7]

#### 道の駅
- 道の駅良寛の里わしま

## 地理

### 通過する自治体
- 新潟県
  - 長岡市

### 接続するバイパスの位置関係
- 国道116号
  - （柏崎方面）出雲崎バイパス - 和島バイパス - 現道 - 巻バイパス（新潟方面）